# UCI Africa Tour 2013
Navigation
Édition précédente Édition suivante
L'UCI Africa Tour 2013 est la neuvième édition de l'UCI Africa Tour, l'un des cinq circuits continentaux de cyclisme de l'Union cycliste internationale. Il est composé de 22 compétitions organisées du 3 octobre 2012 au 12 mai 2013 en Afrique.

## Calendrier des épreuves

### Octobre 2012
| Date  | Course                  | Pays         | Classe | Vainqueur         | Équipe                           |
| ----- | ----------------------- | ------------ | ------ | ----------------- | -------------------------------- |
| 3-7   | Grand Prix Chantal Biya | Cameroun     | 2.2    | Alexandre Mercier | Équipe régionale du Jura Suisse  |
| 19-28 | Tour du Faso            | Burkina Faso | 2.2    | Rasmané Ouédraogo | Équipe nationale du Burkina Faso |

### Novembre 2012
| Date  | Course                                                | Pays         | Classe | Vainqueur                                                          | Équipe                            |
| ----- | ----------------------------------------------------- | ------------ | ------ | ------------------------------------------------------------------ | --------------------------------- |
| 7     | Championnats d'Afrique - contre-la-montre par équipes | Burkina Faso | CC     | Natnael Berhane Fregalsi Debesay Daniel Teklehaimanot Jani Tewelde | Équipe nationale d'Érythrée       |
| 9     | Championnats d'Afrique - contre-la-montre             | Burkina Faso | CC     | Daniel Teklehaimanot                                               | Équipe nationale d'Érythrée       |
| 11    | Championnats d'Afrique - course en ligne              | Burkina Faso | CC     | Natnael Berhane                                                    | Équipe nationale d'Érythrée       |
| 18-25 | Tour du Rwanda                                        | Rwanda       | 2.2    | Darren Lill                                                        | Équipe nationale d'Afrique du Sud |

### Janvier 2013
| Date  | Course                 | Pays  | Classe | Vainqueur   | Équipe   |
| ----- | ---------------------- | ----- | ------ | ----------- | -------- |
| 14-20 | Tropicale Amissa Bongo | Gabon | 2.1    | Yohann Gène | Europcar |

### Février 2013
| Date  | Course                                            | Pays     | Classe | Vainqueur           | Équipe                               |
| ----- | ------------------------------------------------- | -------- | ------ | ------------------- | ------------------------------------ |
| 16-17 | Fenkel Northern Redsea                            | Érythrée | 2.2    | Tesfay Abraha       | MTN-Qhubeka-WCC Africa               |
| 19-22 | Tour d'Érythrée                                   | Érythrée | 2.2    | Mekseb Debesay      | Équipe nationale d'Érythrée          |
| 24    | Circuit d'Asmara                                  | Érythrée | 1.2    | Abdellah Ben Youcef | Groupement Sportif Pétrolier Algérie |
| 26    | Challenges de la Marche verte - GP Sakia El Hamra | Maroc    | 1.2    | Essaïd Abelouache   | Équipe nationale du Maroc            |
| 27    | Challenges de la Marche verte - GP Oued Eddahab   | Maroc    | 1.2    | Adil Jelloul        | Équipe nationale du Maroc            |
| 28    | Challenges de la Marche verte - GP Al Massira     | Maroc    | 1.2    | Ismail Ayoune       | Tihad sportif Casablanca             |

### Mars 2013
| Date  | Course          | Pays    | Classe | Vainqueur           | Équipe                   |
| ----- | --------------- | ------- | ------ | ------------------- | ------------------------ |
| 11-15 | Tour d'Algérie  | Algérie | 2.2    | Víctor de la Parte  | SP Tableware             |
| 16    | Circuit d'Alger | Algérie | 1.2    | Martin Pedersen     | Christina Watches-Onfone |
| 18-20 | Tour de Tipaza  | Algérie | 2.2    | Constantino Zaballa | Christina Watches-Onfone |
| 21-23 | Tour de Blida   | Algérie | 2.2    | Hichem Chaabane     | Vélo Club Sovac          |
| 29-7  | Tour du Maroc   | Maroc   | 2.2    | Mathieu Perget      | CMI-Greenover            |

### Avril 2013
| Date  | Course      | Pays           | Classe | Vainqueur     | Équipe                            |
| ----- | ----------- | -------------- | ------ | ------------- | --------------------------------- |
| 17-21 | Mzansi Tour | Afrique du Sud | 2.2    | Robert Hunter | Équipe nationale d'Afrique du Sud |

### Mai 2013
| Date | Course                                            | Pays  | Classe | Vainqueur      | Équipe                      |
| ---- | ------------------------------------------------- | ----- | ------ | -------------- | --------------------------- |
| 10   | Challenge du Prince - Trophée princier            | Maroc | 1.2    | Adil Jelloul   | Équipe nationale du Maroc   |
| 11   | Challenge du Prince - Trophée de l'anniversaire   | Maroc | 1.2    | Rafaâ Chtioui  | Équipe nationale de Tunisie |
| 12   | Challenge du Prince - Trophée de la maison royale | Maroc | 1.2    | Maher Hasnaoui | Équipe nationale de Tunisie |

### Épreuves annulées
| Date        | Course                                             | Pays          | Classe | Cause |
| ----------- | -------------------------------------------------- | ------------- | ------ | ----- |
| 4-8 mars    | Tour de Libye                                      | Libye         | 2.2    |       |
| 15-17 mars  | Trophée Castel I                                   | Burkina Faso  | 2.2    |       |
| 19-21 avril | Trophée Castel II                                  | Gabon         | 2.2    |       |
| 20-26 avril | Tour d'Éthiopie                                    | Éthiopie      | 2.2    |       |
| 14 mai      | Les Challenges Phosphatiers - Challenge Khouribga  | Maroc         | 1.2    |       |
| 15 mai      | Les Challenges Phosphatiers - Challenge Youssoufia | Maroc         | 1.2    |       |
| 16 mai      | Les Challenges Phosphatiers - Challenge Ben Guerir | Maroc         | 1.2    |       |
| 24-26 mai   | Trophée Castel III                                 | Côte d'Ivoire | 2.2    |       |
| 8-9 juin    | Kwita Izina Cycling Tour                           | Rwanda        | 2.2    |       |
| 10-14 juin  | Tour de Djebel Lakhdar                             | Libye         | 2.2    |       |

## Classements finals
Source : UCI Africa Tour
| #   | Coureur            | Pays           | Pts    |
| 1.  | Adil Jelloul       | Maroc          | 223    |
| 2.  | Hichem Chaabane    | Algérie        | 143,67 |
| 3.  | Essaïd Abelouache  | Maroc          | 137    |
| 4.  | Yohann Gène        | France         | 130    |
| 5.  | Rafaâ Chtioui      | Tunisie        | 127,67 |
| 6.  | Mathieu Perget     | France         | 124    |
| 7.  | Jay Robert Thomson | Afrique du Sud | 123    |
| 8.  | Rasmané Ouédraogo  | Burkina Faso   | 120,33 |
| 9.  | Soufiane Haddi *   | Maroc          | 119    |
| 10. | Reda Aadel         | Maroc          | 113    |

| #   | Équipe                               | Pays           | Pts    |
| 1.  | MTN-Qhubeka                          | Afrique du Sud | 332,67 |
| 2.  | Vélo Club Sovac                      | Algérie        | 291,68 |
| 3.  | Europcar                             | France         | 240,67 |
| 4.  | Christina Watches-Onfone             | Danemark       | 234    |
| 5.  | Groupement Sportif Pétrolier Algérie | Algérie        | 225    |
| 6.  | Torku Şekerspor                      | Turquie        | 134    |
| 7.  | SP Tableware                         | Grèce          | 108    |
| 8.  | Dukla Trenčín Trek                   | Slovaquie      | 80     |
| 9.  | BDC-Marcpol                          | Pologne        | 55     |
| 10. | La Pomme Marseille                   | France         | 45     |

### Classements par nations
| #   | Pays           | Pts    |
| 1.  | Maroc          | 929    |
| 2.  | Érythrée       | 826,54 |
| 3.  | Algérie        | 500,01 |
| 4.  | Afrique du Sud | 433    |
| 5.  | Tunisie        | 288,68 |
| 6.  | Burkina Faso   | 248,32 |
| 7.  | Éthiopie       | 147    |
| 8.  | Rwanda         | 140,32 |
| 9.  | Lesotho        | 140    |
| 10. | Zimbabwe       | 131    |

| #   | Pays (U23)     | Pts    |
| 1.  | Érythrée       | 714,87 |
| 2.  | Maroc          | 260    |
| 3.  | Algérie        | 130,01 |
| 4.  | Éthiopie       | 130    |
| 5.  | Afrique du Sud | 69     |
| 6.  | Rwanda         | 60,33  |
| 7.  | Lesotho        | 45     |
| 8.  | Gabon          | 40     |
| 9.  | Tunisie        | 40     |
| 10. | Côte d'Ivoire  | 40     |